# Vale de Lemos

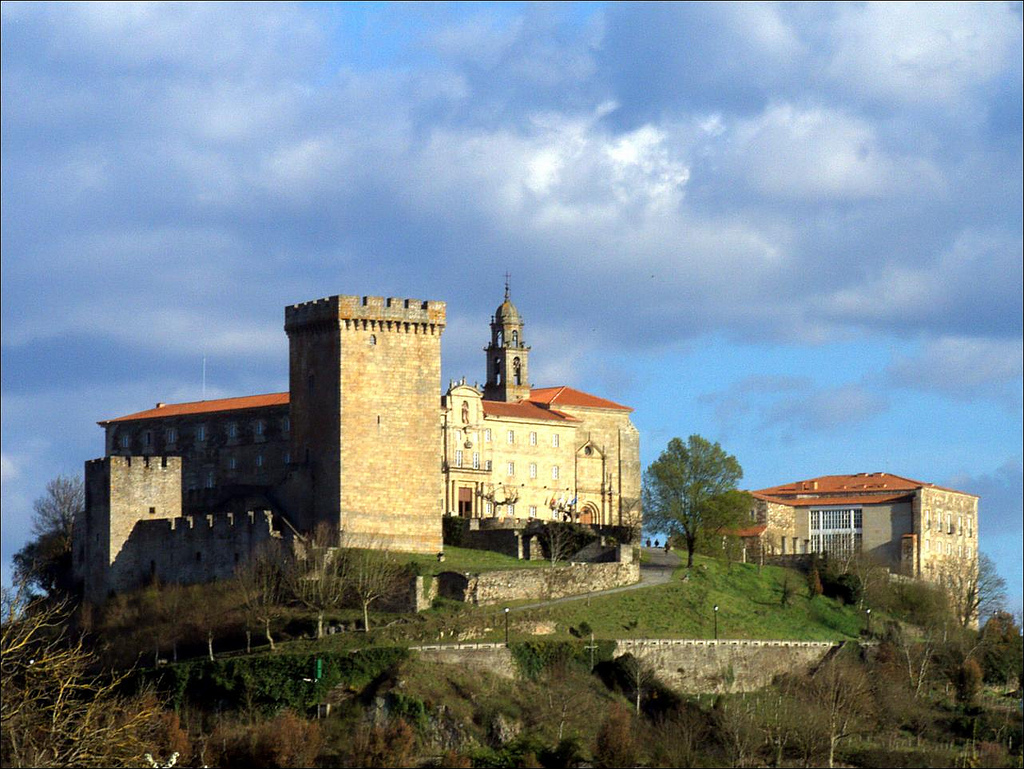
Vista do castelo de Monforte de Lemos, a capital e a cidade mais importante do Vale de Lemos

O Vale de Lemos (em galego: Val de Lemos) é uma comarca natural galega, uma extensa planície situada ao sul da província de Lugo, na Galiza. 
Ocupa a maior parte da comarca da Terra de Lemos e corresponde com a depressão tectônica do rio Cabe e os seus afluentes, coincidindo com uma sucessão de superfícies de aplanamento a distintos níveis e dominadas pela sensação de plenitude, só alterada pelos cânions dos rios Cabe, Minho e Sil e pelos contrafortes ocidentais da vizinha serra do Courel. É uma das comarcas naturais melhor delimitada pela depressão do setor central, emoldurada por uma série de montanhas circundantes. 

## Geografia
O Vale é limitado ao leste com a Serra do Courel. Ao norte o rio Mao separa o vale de Lemos de umas pequenas serras, atrás das que está o Vale de Sarria. Pelo oeste limita-se com numerosas serras, como a Serra das Penas ou os Montes de San Paio, que o separam do rio Minho. Pelo sul limita-se com o rio Sil e os seus Canóns.

### Altitude
A altitude do vale oscila entre os 200 e 700 metros, tendo a sua maior parte uma altitude inferior aos 450 metros. Cabe destacar pequenas serras como a Serra de Pedrouzos e a Serra do Moncai, e alguns montes como:
- San Ciprián (659 m.)
- Castillón (571 m.)
- Covallo (564 m.)
- Moncai (531 m.)
- Penelas (482 m.)
- Tralomoredo (451 m.)
- Lavide (360 m.)

### Hidrografia
Numerosos rios cruzam o vale de Lemos, pertencendo todos eles á bacia hidrográfica do Cabe, afluente do Sil. O rio Cabe travesa o vale em direção nordeste ao sudoeste, recebendo as águas de numerosos afluentes como os rios Cinsa, Carabelos, Rio Ferreira, Mao e Saa, e passando pelo centro urbano da cidade de Monforte de Lemos, situada aproximadamente no centro do Vale de Lemos.

### Clima
O clima é oceânico-continental muito quente propiciado pelo Vale do rio Minho e pelas altas montanhas do Courel. Tem por característica uma temperatura média que oscila entre os 12-14ºC, com umas precipitações de menos de 1.000 l/m² anuais e com risco de geada duns 4-5 meses. No verão segue registrando temperaturas muito altas, que chegam a alcançar os 40 ºC.

## Cultivo da vide
O terreno e as condições climatológicas fazem que o território do Vale de Lemos seja boa para o cultivo da vide, pertencendo as suas terras à D. O. Ribeira Sacra.

## Comunicações
As principais estradas do vale são a N-120, LU-546, CG-2.1, a parte das linhas da ferrovia Monforte-Vigo e .